# Pedro González Llosa
Pedro González Llosa (Villaviciosa, Asturias, España, 12 de mayo de 1958) es un exfutbolista español que jugaba de centrocampista.

## Clubes
| Club                   | País   | Año       |
| ---------------------- | ------ | --------- |
| C. D. Gijón            | España | 1976-1979 |
| Real Sporting de Gijón | España | 1979-1982 |
| R. C. Celta de Vigo    | España | 1982-1984 |
| Cartagena F. C.        | España | 1984-1989 |